# Yoshihime
Yoshihime (義姫) (1548-13 août 1623) est une aristocrate japonaise de la période Sengoku. Elle est parfois surnommée « la princesse démoniaque des Ouu (奥羽の鬼姫) » en raison de sa forte personnalité et de ses tentatives pour usurper le pouvoir au sein du clan Date. Issue du clan Mogami, elle est l'épouse de Date Terumune et la mère de Date Masamune.

## Biographie
Yoshihime naît au château de Yamagata dans la province de Dewa. Après avoir épousé Date Terumune, elle continue à aider le clan Mogami de plusieurs manières. Elle et son frère Mogami Yoshiaki s’échangent de nombreuses lettres et maintiennent de bonnes relations. En 1567, elle donne naissance à Date Masamune, puis dans les années suivantes, à Date Kojirou, Chikohime et Senshihime.

### Conflits au sein du clan Date
Yoshihime déteste son premier-né, Masamune, parce qu'il est borgne, et elle lui préfère son frère cadet Kojirou pour succéder à la direction du clan. Les conflits avec Yoshihime s'enveniment après qu'elle a transmis des informations à ses proches du clan Mogami, alors qu'ils se battaient contre le clan Date.
En 1578, Date Terumune fait alliance avec d'autres clans au château de Kaminoyama afin d'attaquer Mogami Yoshiaki. Yoshihime après avoir appris que son mari va livrer bataille contre son frère, se rend en palanquin sur le champ de bataille, une lance à la main; elle se dresse devant les deux armées et les force à conclure un traité de paix. Ensuite, Yoshiaki continue de s'emparer de territoires proches du clan Date, Yoshihime étant consciente de l'ambition de son frère de conquérir tout le Tohoku. On dit qu'elle l'aide activement à essayer de tuer le chef du clan Kaminoyama.
En 1584, Masamune devient le chef de la famille Date. En 1585, Terumune est tué par Nihonmatsu Yoshitsugu et Yoshihime devient veuve. Elle soupçonne Masamune d'avoir assassiné Terumune et elle décide de tuer Masamune pour permettre à Kojirou de devenir le chef du clan Date. Pendant ce temps, elle est à couteaux tirés avec Katakura Kita, la mentore et la préceptrice de Masamune.
Après la mort de Terumune, Masamune commence à avancer ses pions dans divers endroits; il attaque le clan Shiomatsu, proche allié du clan Mogami. Mogami Yoshiaki et Masamune redoublent de vigilance et projettent une nouvelle invasion. Les conflits entre Date-Mogami deviennent plus sérieux. Cela rend la position de Yoshihime difficile dans la famille Date. Plusieurs clans de la province de Mutsu s'allient pour vaincre Masamune, dont le Clan Nikaidō, où Onamihime (la sœur de Date Terumune et la tante de Masamune) est la chef.
Lors de la bataille d'Ozaki en 1588, Masamune attaque le clan Ozaki, allié des Mogami. Yoshiaki envoie des renforts et  Masamune est encerclé. Dans ces circonstances, Yoshihime se rend à nouveau sur le champ de bataille et se tient entre les deux armées leur demandant de battre en retraite. Cette fois, elle le fait pour sauver son fils des menées de son frère, et tout comme en 1578, son plan fonctionne : l'armée de Date se retire sans dommage. Yoshiaki estime que la paix est une humiliation, mais il ne pouvait pas refuser la demande de sa sœur. La trêve tient environ 80 jours. Après cela, Yoshiaki essaye de servir de médiateur entre Date et les Ozaki, mais en vain.
À cette époque, Yoshiaki demande à Yoshihime d'assumer des fonctions officielles, ce qui montre que Yoshihime avait la confiance de son frère et avait le droit de s'exprimer dans la famille Date.

### L'incident d'Odawara
En 1590, alors que Masamune participe à la campagne de Toyotomi Hideyoshi contre le Clan Go-Hōjō, lors du siège d'Odawara, Yoshihime apporte personnellement à Masamune un repas empoisonné. Bien que Masamune ait mangé le poison, il peut le contrer avec un antidote. Masamune tue alors lui-même son jeune frère Date Kojiro.
Même après le meurtre de Kojiro, Yoshihime reste dans la famille Date et continue à communiquer avec son fils. Il existe de nombreuses théories sur cet incident et ses conséquences, mais il est probable que Yoshihime a été envoyée en exil. Pendant son exil, elle échange des lettres avec son frère et d'autres personnes. Elle envoie notamment une lettre avec du coton coréen à Masamune ; il est tellement impressionné qu'il essaye de se rapprocher de sa mère.

### Départ et retour au sein du clan Date
En 1594, Toyotomi Hideyoshi ordonne aux seigneurs de chaque clan d'envoyer leur famille à Kyoto. Megohime, la femme de Masamune, s'y rend avec Katakura Kita. Le 4 novembre, Yoshihime se rend à Kyoto puis retourne auprès du clan Mogami au château de Yamagata.
En 1600, la campagne de Sekigahara commence. À cette époque, Masamune reçoit des renforts de Mogami Yoshiaki à la demande de Yoshihime. Katakura Kagetsuna conseille à Masamune d'attendre que l'armée ennemie soit épuisée. Le clan Uesugi attaque le château de Kaminoyama, qui est défendu par le clan Mogami. Naoe Kanetsugu parvient à prendre le château et l'armée de Mogami s'enfuit. Masamune envoie des renforts pour veiller à la sécurité de Yoshihime, qui est au milieu de la bataille. Lors du siège de Hasedō, Yoshiaki se bat aux côtés du clan Date pour repousser les Uesugi de Yamagata. Tokugawa Ieyasu remporte la bataille de Sekigahara et les Uesugi se retirent. Après la guerre, Yoshihime envoie une lettre de remerciement à Masamune,.
Après la mort de Yoshiaki en 1614, Yoshihime declare qu'elle a perdu toute sa famille. Plus tard, lorsque le clan Mogami est restructuré en 1622 après des conflits internes, Yoshihime ne peut plus maintenir son statut au sein du clan Mogami et elle demande à Masamune de pouvoir retourner dans le clan Date, ce qu'il autorise. Elle vient vivre au château de Sendai et y décède un an plus tard en 1623, à l'âge de 76 ans.
Au cours de la dernière année de la vie de Yoshihime, Masamune reconnaît l'intelligence de sa mère, des lettres et des poèmes sont échangés entre la mère et le fils. Yoshihime meurt le 13 août 1623 au château de Sendai. Les funérailles ont lieu alors que Masamune est absent.

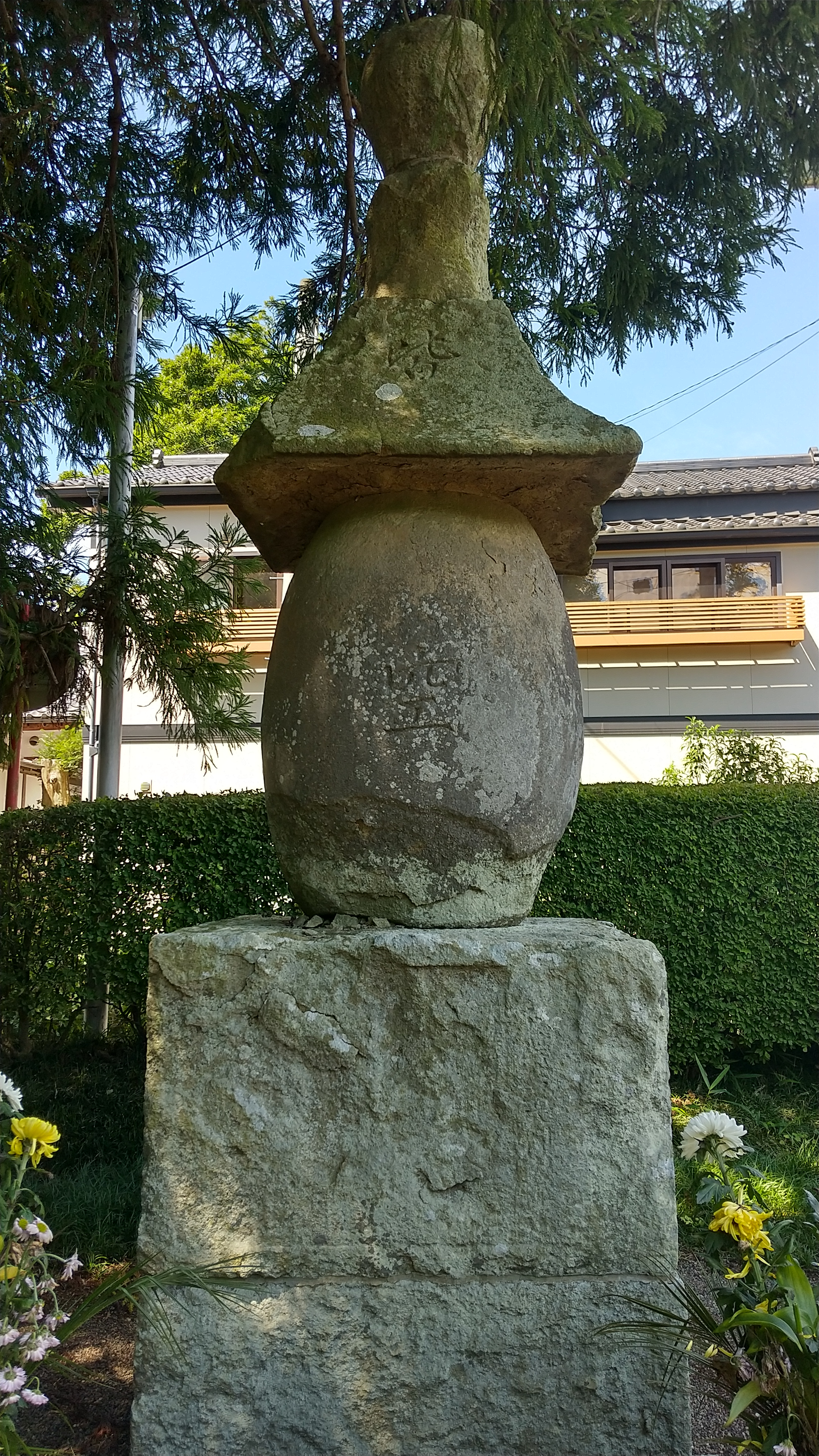
Monument funéraire de Yoshihime au temple Kakuban-ji (Sendai).

## Dans la culture populaire

### Drama
- Dans le taiga drama de la NHK Dokuganryū Masamune, son rôle est interprété par Shima Iwashita.

### Jeux électroniques
- Yoshihime est un personnage de Nobunaga's Ambition
- Elle apparaît également dans Samurai Warriors 4